# Lee Min-sung
Lee Min-sung (en coreano: 이민성; nacido el 23 de junio de 1973 en Gwangmyeong, Gyeonggi) es un exfutbolista surcoreano. Jugaba de defensa y su último club fue el Yongin City de Corea del Sur. Actualmente dirige a Daejeon Hana Citizen de la K League 2 de Corea del Sur.
Lee fue internacional absoluto por la Selección de fútbol de Corea del Sur y disputó las Copas Mundiales de la FIFA de 1998 y 2002. A pesar de esto, es especialmente recordado por marcar el gol de la victoria de visitante ante Japón, válido por las eliminatorias para la Copa Mundial de Fútbol de 1998.

## Carrera
Lee desarrolló su carrera sólo en el fútbol de su país. Entre los clubes que jugó se encuentran Busan Daewoo Royals / Busan I'Cons, Sangmu (mientras hacía el servicio militar), Pohang Steelers, F.C. Seoul y Yongin City.

## Trayectoria

### Clubes como futbolista
| Club                               | País          | Año         |
| ---------------------------------- | ------------- | ----------- |
| Busan Daewoo Royals / Busan I'Cons | Corea del Sur | 1996 - 2002 |
| Sangmu (servicio militar)          | Corea del Sur | 1999 - 2001 |
| Pohang Steelers                    | Corea del Sur | 2003 - 2004 |
| F.C. Seoul                         | Corea del Sur | 2005 - 2008 |
| Yongin City                        | Corea del Sur | 2010        |

### Selección nacional como futbolista
| Selección | País          | Año         |
| --------- | ------------- | ----------- |
| Sub-23    | Corea del Sur | 1994 - 1995 |
| Absoluta  | Corea del Sur | 1995 - 2004 |

### Clubes como entrenador
| Club                             | País          | Año             |
| -------------------------------- | ------------- | --------------- |
| Yongin City (asistente)          | Corea del Sur | 2010 - 2011     |
| Guangzhou Evergrande (asistente) | China         | 2012            |
| Gangwon F.C. (asistente)         | Corea del Sur | 2012 - 2013     |
| Jeonnam Dragons (asistente)      | Corea del Sur | 2013 - 2014     |
| Ulsan Hyundai (asistente)        | Corea del Sur | 2015 - 2016     |
| Changchun Yatai (asistente)      | China         | 2016 - 2017     |
| Daejeon Hana Citizen             | Corea del Sur | 2021 - Presente |

### Selección nacional como entrenador
| Selección          | País          | Año         |
| ------------------ | ------------- | ----------- |
| Sub-23 (asistente) | Corea del Sur | 2018 - 2020 |

## Estadísticas

### Goles internacionales
| No | Fecha                    | Sede                        | Oponente   | Gol   | Resultado | Competición                                          |
| -- | ------------------------ | --------------------------- | ---------- | ----- | --------- | ---------------------------------------------------- |
| 1. | 28 de septiembre de 1997 | Tokio, Japón                | Japón      | 1 gol | 2-1       | Eliminatorias para la Copa Mundial de Fútbol de 1998 |
| 2. | 17 de febrero de 2000    | Los Ángeles, Estados Unidos | Costa Rica | 1 gol | 2-2       | Copa de Oro de la Concacaf 2000                      |

#### Participaciones en fases finales
| Torneo                          | Sede                  | Resultado        | Partidos | Goles |
| ------------------------------- | --------------------- | ---------------- | -------- | ----- |
| Copa Mundial de Fútbol de 1998  | Francia               | Primera fase     | 3        | 0     |
| Copa de Oro de la Concacaf 2000 | Estados Unidos        | Primera fase     | 0        | 0     |
| Copa Asiática 2000              | Líbano                | Tercer puesto    | 2        | 0     |
| Copa Confederaciones 2001       | Corea del Sur / Japón | Primera fase     | 2        | 0     |
| Copa de Oro de la Concacaf 2002 | Estados Unidos        | Cuarto puesto    | 0        | 0     |
| Copa Mundial de Fútbol de 2002  | Corea del Sur / Japón | Cuarto puesto    | 2        | 0     |
| Copa Asiática 2004              | China                 | Cuartos de final | 4        | 0     |